# 安托諾夫An-22
安东诺夫-22（烏克蘭語：Антонов Ан-22），是前苏联安东诺夫设计局研制的一种军用四发动机涡桨运输机，是世界第一型廣體飛機。该机问世时是当时世界上最大，至今仍旧最大的配备涡轮螺旋桨引擎的重型军用运输机。冷战时期，它多次打破载重飞行的记录。

## 设计发展
安-22是由俄罗斯装备，安东诺夫设计局生产制造的重型军用运输机，于1965年2月27日首次试飞，1967年末开始交付使用，1974年停产。共生产了85架，其中空军50架，民航35架。至1992年，仍有45架安-22在前苏联空军和民航服役。

## 发展型号

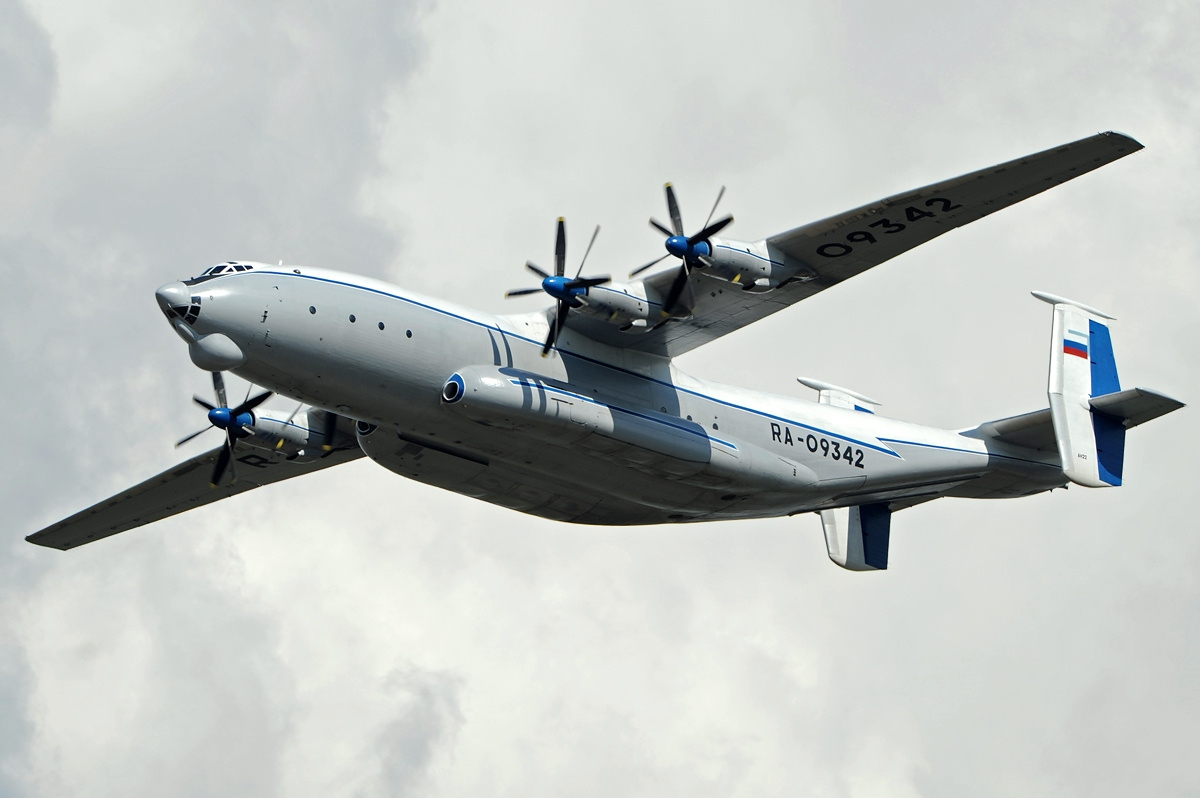
俄罗斯空军的An-22

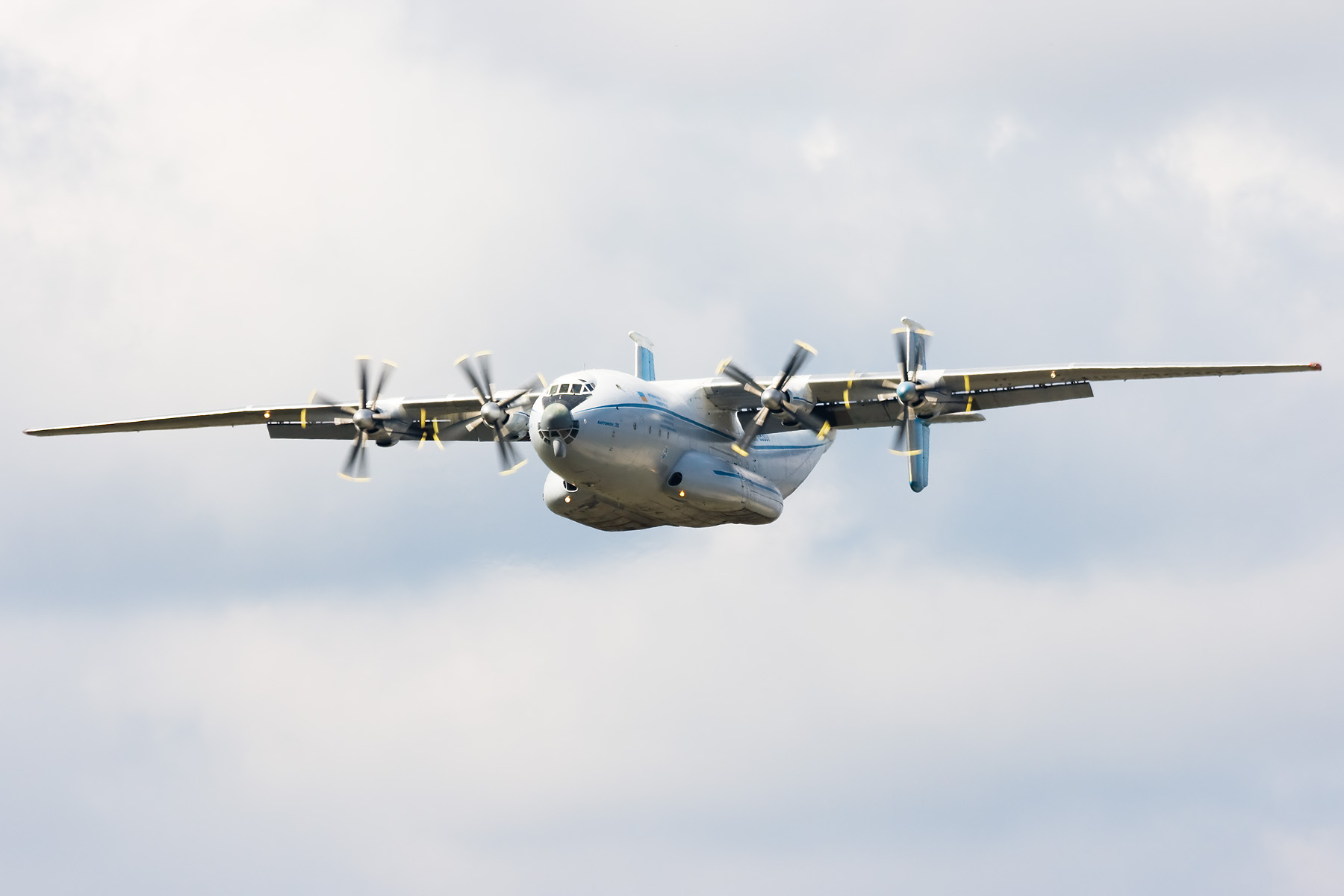
安東諾夫航空的An-22

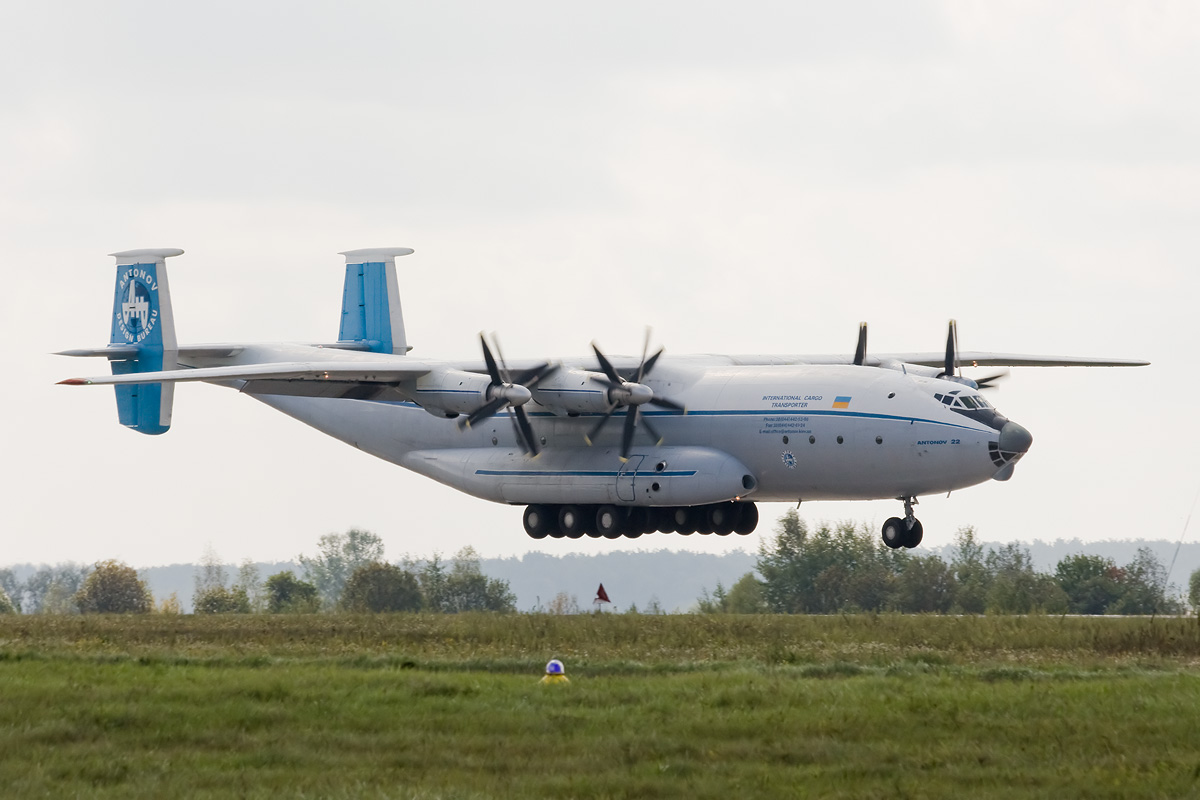
安東諾夫航空的An-22

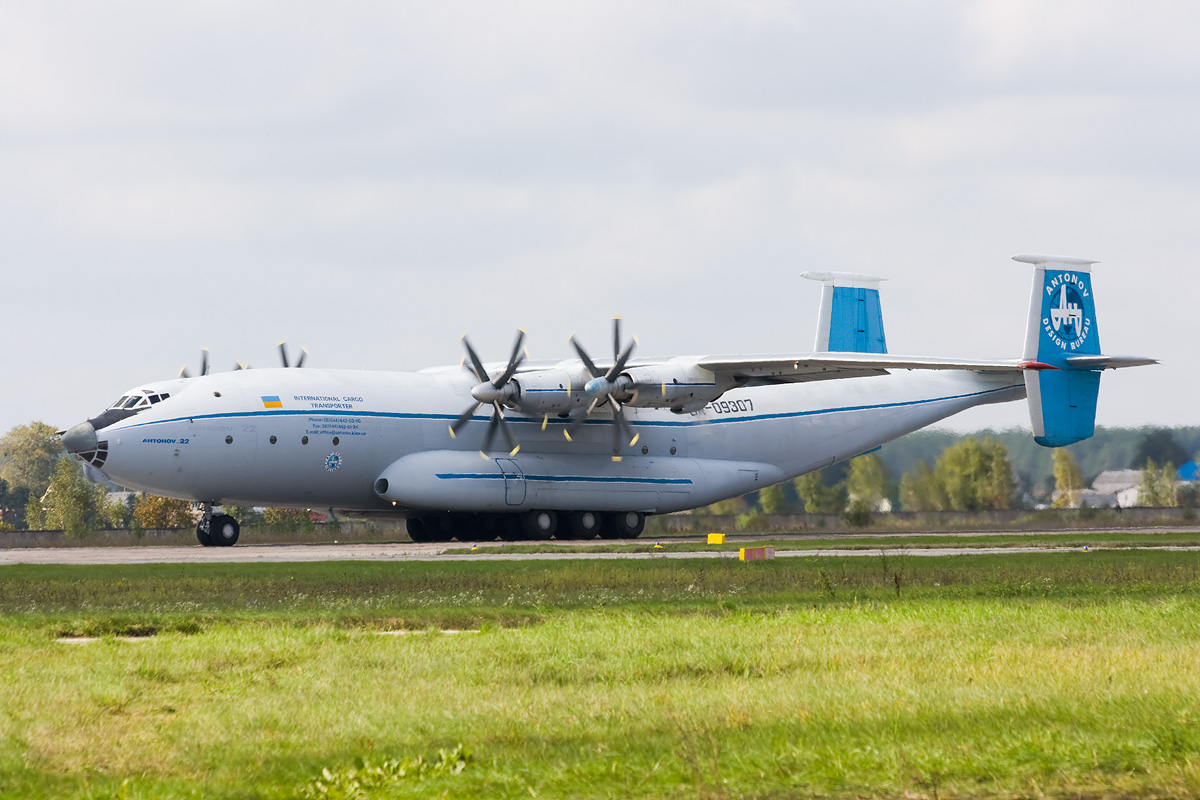
安東諾夫航空的An-22

- An-22
- An-22A
- An-22PZ

## 参数性能（安-22）
- 乘员： 5-6
- 載员： 29名乘客
- 有效载荷： 80公噸（176,369千磅）
- 长度： 57.9米[13]（189英尺11½英寸）
- 翼展： 64.40米（211英尺4英寸）
- 高度： 12.53米（41英尺1英寸）
- 翼面积： 345m²（3,713ft²）
- 空重： 114,000公斤（251,325磅）
- 最大起飞重量： 250公噸（551155.75磅）
- 发动机： 4× Kuznetsov NK-12 MA涡轮螺旋桨发动机驱动对转螺旋桨，每个11,185千瓦（15,000 shp）

## 服役性能
- 安-22装有4台库兹涅佐夫HK-12MA涡轮螺桨发动机，单台功率11185千瓦，是俄罗斯少數可运载T-62中型坦克的运输机，可载重80吨飞行5000公里。货舱容积639立方米，它还可运载“飞毛腿”导弹、火箭发射车、导弹运输车、桥梁、汽车等重型军事装备。安-22驾驶舱内有5至6名空勤人员，后货舱与主货舱之间有一可乘坐29人的客舱。前苏联曾使用安-22执行战略空运任务。飞往西半球、非洲和中东，在出兵前捷克斯洛伐克及阿富汗时所使用的主要运输机是安-22。

## 使用国家和地区
- 苏联
- 俄羅斯
- 乌克兰

## 現役軍用運輸機貨運能力比較
| 機型        | 最大載重（噸） | 貨艙長度          | 貨艙寬度         | 貨艙高度         |
| ----------- | -------------- | ----------------- | ---------------- | ---------------- |
| An-124      | 150            | 36（118英尺）     | 6.4（21英尺）    | 4.4（14英尺）    |
| C-5M        | 127.5          | 37（121英尺）     | 5.8（19英尺）    | 4.1（13英尺）    |
| An-22       | 80             | 32.7（107英尺）   | 4.44（14.6英尺） | 4.44（14.6英尺） |
| C-17        | 77.5           | 26.83（88.0英尺） | 5.49（18.0英尺） | 3.76（12.3英尺） |
| Y-20B       | 66             | 20（66英尺）      | 4（13英尺）      | 4（13英尺）      |
| Il-76MD-90A | 60             | 20（66英尺）      | 3.4（11英尺）    | 3.4（11英尺）    |
| A400M       | 37             | 17.71（58.1英尺） | 4（13英尺）      | 3.85（12.6英尺） |
| C-2         | 36             | 16（52英尺）      | 4（13英尺）      | 4（13英尺）      |
| C-390       | 26             | 18.5（61英尺）    | 3（9.8英尺）     | 3.4（11英尺）    |
| Y-9         | 20             | 16.2（53英尺）    | 3.2（10英尺）    | 2.6（8.5英尺）   |
| C-130J-30   | 19.8           | 16.76（55.0英尺） | 3.02（9.9英尺）  | 2.74（9.0英尺）  |

## 参見
相关开发
- Tu-95
- Tu-114
- Tu-126
- Tu-142